# Ginoide

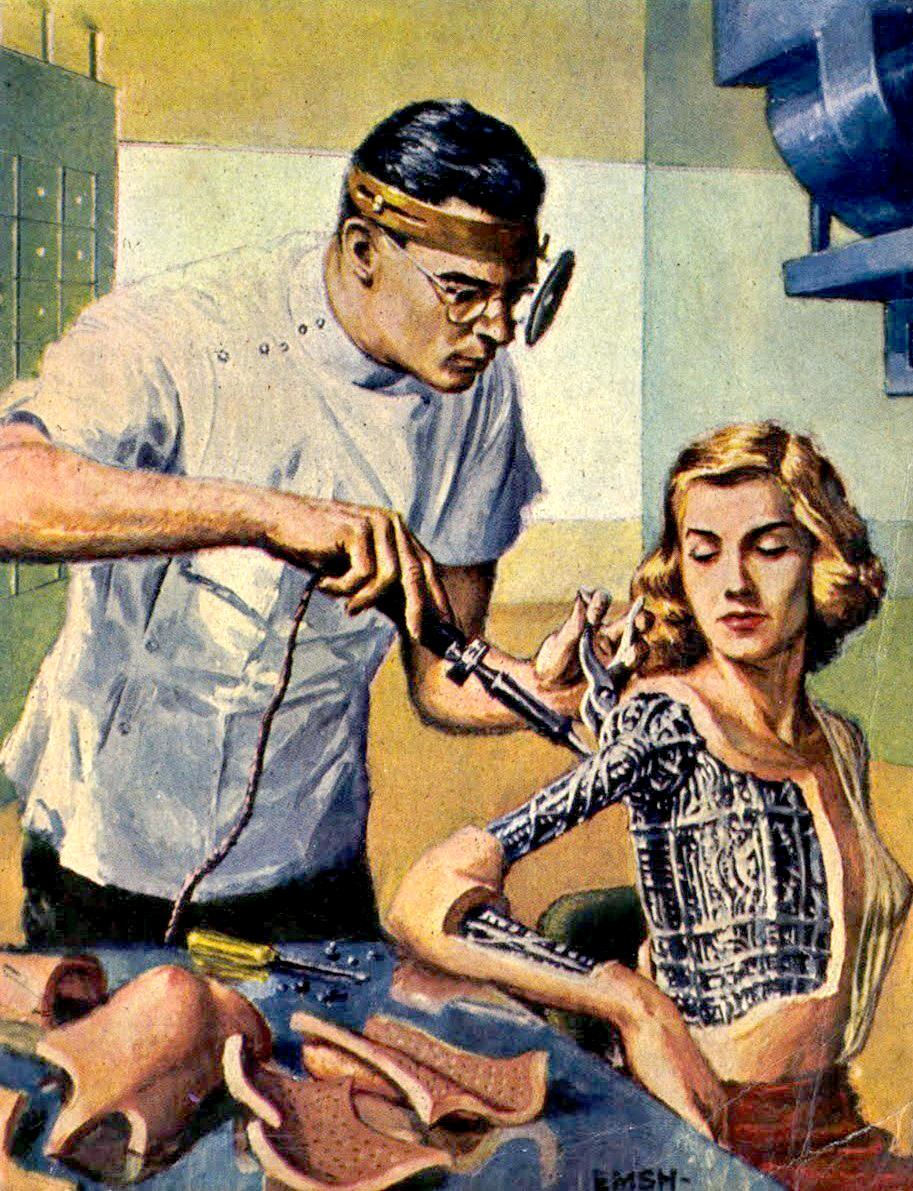
Illustrazione per il racconto Android Woman di Ed Emshwiller (Galaxy, settembre 1954).

Nell'ambito della fantascienza, il ginoide è un essere artificiale (robot) dalle sembianze femminili. È meno frequente dell'analogo androide, che è invece utilizzato per entrambi i sessi.
Il termine ginoide (gynoid) viene utilizzato da Richard Calder nel romanzo di fantascienza del 1992 Virus ginoide (titolo originale: Dead girls).

## Esempi nella narrativa
- Auguste de Villiers de L'Isle-Adam, in Eva futura (L'Ève future, 1886); il protagonista Thomas Edison inventa una donna artificiale quasi perfetta. È la prima opera narrativa in cui viene usato il termine "androide".
- Ira Levin, La fabbrica delle mogli (The Stepford Wives, 1972), romanzo satirico da cui sono stati tratti due film.
- Richard Calder, Virus ginoide (Dead Girls, 1992), Ed. Nord 1996. ISBN 8842909009

## Filmografia
Tra i film che hanno per (co) protagonista un ginoide vi sono:
- La bambola vivente di Luigi Maggi (1924).[1]
- Metropolis (1927) di Fritz Lang
- The Perfect Woman (1949) di Bernard Knowles
- Ai confini della realtà (The Twilight Zone) (1959), di Rod Serling, episodio Solitudine (The Lonely)
- Star Trek, serie televisiva (1966-)
- La ragazza di latta di Marcello Aliprandi (1970)
- Il mondo dei robot (Westworld, 1973) di Michael Crichton
- La fabbrica delle mogli (The Stepford Wives, 1975) di Bryan Forbes, tratto dal romanzo omonimo di Ira Levin
- Spazio 1999 (Space 1999), serie televisiva (1975-1977)
- Futureworld - 2000 anni nel futuro di Richard T. Heffron (1976), remake di Westworld
- Il Casanova di Federico Fellini di Federico Fellini (1976)
- Io e Caterina di Alberto Sordi (1980)
- Blade Runner di Ridley Scott (1982)
- Bambola meccanica mod. Cherry 2000 di Steve DeJarnatt (1987)
- Ghost in the Shell (1995), animazione
- Le cose in comune di Alex Infascelli (1996), video musicale
- Alien - La clonazione di Jean-Pierre Jeunet (1997)
- Terminator 3 - Le macchine ribelli di Jonathan Mostow (2003)
- La donna perfetta (The Stepford Wives, 2004) di Frank Oz, remake del film del 1975
- Ghost in the Shell - L'attacco dei cyborg  (イノセンス?, Inosensu) di Mamoru Oshii (2004), animazione
- Ex Machina di Alex Garland (2015)
- Tomorrowland - Il mondo di domani (2015)
- Westworld - Dove tutto è concesso (Westworld, 2016-2022), serie televisiva ispirata al film Il mondo dei robot del 1973
- Wifelike di James Bird (2022)
- The Creator di Gareth Edwards (2023)
- Companion (2025)

### Video musicali
- 365 di Katy Perry e Zedd (2019)

## Fumetti e animazione
- Un sensuale robot ginoide compare già nel 1944 in una striscia a fumetti di Mickey Mouse dal titolo The World of Tomorrow, tanto umanizzato da innamorarsi dell'affascinato Topolino e salvargli la vita.[2]
- Cutie Honey (キューティーハニー Kyūtī Hanī), serie di anime e manga creata da Gō Nagai nel 1973.
- Copriti, Makina! (かくして! マキナさん!! Kakushite! Makina-san!!), manga creato da Yoshimi Sato nel 2022 e riadattato in anime nel 2025.

## Videogiochi
- KOS-MOS, ginoide della serie di videogiochi Xenosaga.